# 詹姆斯鎮區 (密歇根州薩吉諾縣)
詹姆斯鎮區（英語：James Township）是位於美國密歇根州薩吉諾縣的一個行政鎮區。

## 地方資料
詹姆斯鎮區的面積為50.50平方千米，當中陸地面積為47.00平方千米，而水域面積為3.50平方千米。根據2020年美國人口普查的數據，當地共有人口1792人，而人口密度為每平方千米35.49人。